# Городниця (Гайсинський район)
Горо́дниця — село в Україні, у Райгородській сільській громаді Гайсинського району Вінницької області, за 2 км від станції Кароліна. Населення становить 89 осіб.